# Hermann Abert
Hermann Abert (Stuttgart, 1871. március 25. – Stuttgart, 1927. augusztus 13.) német zenetörténész.

## Élete
A stuttgarti zeneszerző és karmester Johann Josef Abert fia volt, tőle szerezte meg a zenei műveltség alapjait. Középiskolai és konzervatóriumi tanulmányait szülővárosában végezte, ezután egy évet a hadseregen töltött mint önkéntes (1889 – 1890). 1890 és 1896 közta  tübingeni, a berlini és a  lipcsei egyetemeken klasszika-filológiát hallgatott. Tübingenben csatlakozott a dél-német liberalizmust formáló diákszövetséghez, a Akademische Gesellschaft Stuttgardia-hoz. Tanulmányaiz 1896-ban fejezte be, 1897-ben írta meg doktori munkáját a klasszikus zene esztétikájáról. A következő három évben, 1900-ig a berlini Friedrich Wilhelm Egyetemen tanult zenetudományt.  
1898 és 1901 közt a Schwäbischen Merkur című lap zenei munkatársa volt. 1902-ben a középkor zenei esztétikájával foglalkozott a hallei egyetemen. Halle zenei élete felvirágzott az 1813-ban megszüntetett, az egyetemen működő Collegium Musicum újjáélesztése után. Abert számos esszét és monográfiát publikált a német zenetörténetről (Musikanschauung des Mittelalters, 1905), valamint az olasz operákról (Nicolo Jommelli, 1909). Írt Christoph Willibald Gluck munkásságáról is. 
Tanulmányai végeztével is Hallében maradt, s 1909-ben a Kulturális Minisztérium professzorrá nevezte ki. 1912-ben az egyetem docense lett. 1914 és 1917 közt katonai szolgálatot teljesített. 1919-ben a heidelbergi egyetem tanára lett, 1920-ban pedig a lipcsei egyetemen Hugo Riemann zenész utódja volt. 1923-ban a berlini egyetemre került, mivel a vezetőség benne látta Hermann Kretzschmar utódját. 1923-ban a berlini Porosz Tudományos Akadémia tagja lett, ő volt az első zenetudós, aki ebben a megtiszteltetésben részesült. Emellett a Porosz Zenetörténeti Bizottság elnöki tisztét is betöltötte.

## Munkái
- Die Lehre vom Ethos in der griechischen Musik. Breitkopf & Härtel, Lipcse, 1899 (disszertáció)
- Die ästhetischen Grundsätze der mittelalterlichen Melodiebildung. Eine Studie zur Musikästhetik des Mittelalters. Kaemmerer, Halle, 1902 (habilitációja)
- Robert Schumann. Harmonie-Verlag, Berlin, 1903
- Johann Joseph Abert (1832–1915). Sein Leben und seine Werke. Breitkopf & Härtel, Lipcse, 1916
- Wolfgang Amadeus Mozart. Eine Biographie. Breitkopf & Härtel, Lipcse, 1919/1921
- Gesammelte Schriften und Vorträge. (összegyűjtött írásai, szerkesztette: Friedrich Blume) Niemeyer, Halle, 1929

## Fordítás
- Ez a szócikk részben vagy egészben  a   Hermann Abert című német Wikipédia-szócikk ezen változatának fordításán alapul.  Az eredeti cikk szerkesztőit annak laptörténete sorolja fel. Ez a jelzés csupán a megfogalmazás eredetét és a szerzői jogokat jelzi, nem szolgál a cikkben szereplő információk forrásmegjelöléseként.